# فيليبي مولاس لوبيز
فيليبي مولاس لوبيز (بالإسبانية: Felipe Benigno Molas López)‏ (و. 1901 – 1954 م) هو سياسي من باراغواي ولد في باراغواي.
تولى منصب رئيس الباراغواي .وهو عضو في حزب كولورادو .